# Arto
Arto je naselje v Občini Sevnica.